# Parzán
Parzán es una aldea española del municipio de Bielsa, en el Sobrarbe, provincia de Huesca. Se encuentra en el valle de Barrosa. El censo de 2006 cuenta 63 habitantes. Es un lugar de tradición minera.

## Toponimia
Su nombre puede hacer referencia referencia a un terrateniente romano ya que presenta la terminación de la toponimia aragonesa  de pertenencia «-án» que proviene del latín «-anus», equivalente a la castellana -ano, navarra -ain, occitana -an y catalana -à. Otra explicación es que esté relacionado con "parzana" un término del idioma aragonés local para una subcomarca.
En el pueblo se conserva entre los más mayores el belsetán, una de las variedades dialectales de la lengua aragonesa.

## Historia
Parzán quedó totalmente devastado durante la guerra civil, ya que se quemaron casi todos los edificios del pueblo, incluida la iglesia. Actualmente apenas cuenta con 63 habitantes, de los que buena parte vive de la ganadería.
En los últimos años ha crecido de forma notable, no tanto en población permanente como en edificaciones, ya que ha sido elegido como lugar de veraneo por un buen número de turistas. En Parzán se encuentra la única estación de servicio del municipio.

## Festividades
Las fiestas se celebran siempre coincidiendo con el día del patrón, San Lorenzo, el 10 de agosto.